# 不會是我
不會是我（又譯作〈并不是我〉）是挪威DJ凱戈和美国歌手赛琳娜·戈麦斯的一首歌曲。它於2017年2月16日由新視鏡唱片、索尼和Ultra Music，作為凱戈首張迷你專輯《凝望星空》的首發單曲正式發行。歌曲由凱戈、戈梅茲、艾麗·坦波西、安德魯·瓦特和布萊恩·李創作，並由凱戈、瓦特、班·賴斯和路易斯·貝爾製作。不會是我作為舞蹈流行、電子流行和热带浩室歌曲，它以原聲吉他構成，戈梅茲用纖細的聲線唱著歌曲，並在副歌逐步递进达至高潮的編排中伴有節奏跳動的鋼琴聲、貝斯、合成器、彈指聲和排簫旋律。
歌曲拿下克羅埃西亞、黎巴嫩和挪威冠軍，在澳洲、奧地利、比利時、加拿大、捷克、丹麥、芬蘭、法國、德國、希臘、匈牙利、愛爾蘭、馬來西亞、荷蘭、紐西蘭、波蘭、葡萄牙、蘇格蘭、斯洛伐克、瑞士和瑞典取得前5位。它還在義大利、西班牙、英國和美國取得前10位。

## 製作與發行
艾麗·坦波西、安德魯·瓦特和布萊恩·李撰寫歌詞，凱戈的經紀人邁爾斯·舒爾（Myles Sher）找上先前合作過的瓦特，並安排瓦特、凱戈兩人會面。不會是我闡述一段因酗酒而散的關係，歌詞描述即使遭受社會壓力，女性也能擺脫糟糕戀情不用收拾男性的爛攤子，不少人認為歌詞關於贾斯汀·比伯。作詞之一的坦波西接受採訪表示靈感來自過去經歷，而赛琳娜·戈麦斯也有著相似經歷，兩人一見如故，相談甚歡，還創作了其他歌曲。
不會是我是首電子流行热带浩室歌曲，時長3分40秒，歌曲以a小調創作，每分鐘100拍，赛琳娜·戈麦斯用纖細的嗓音與合唱團一起唱著，她的音域位在G3至E5之間。歌曲以一段吉他和絃開場，緊接著是戈麦斯的歌聲，隨著歌曲進行，凱戈標誌性的热带浩室配合著鋼琴出現。凱戈還混入馮·迪索的人聲。
單曲於2017年2月16日發行，提雅斯多的混音版於同年4月7日發行。音樂錄影帶於4月24日釋出，菲利浦·R·羅培茲（Philip R. Lopez）創作和執導、馬克西米利安·岡（Maximillian Guen）負責製作、陶德·馬汀擔任攝影（Todd Martin）。影片獲頒西班牙最佳國際音樂錄影帶獎

## 專業評價
歌曲廣泛獲得樂評好評。《公告牌》的凯特·贝因（Kat Bein）將其評為赛琳娜·戈麦斯最好的單曲第5名以及有史以來凱戈最好的作品，贝因形容歌曲熱帶、脆弱且令人激動。這不僅是戈麦斯最好的演出之一，還給予了面對糟糕戀情的動力。Insider將不會是我列在「最好最爛的10首赛琳娜·戈麦斯歌曲」清單中，評論談到：「雖然戈麦斯的歌聲不盡完美，但它充滿力量，用巧妙的歌詞唱出我不需要你是你需要我的態度」。
《娱乐周刊》的亞歷克西婭·赫南德茲（Alexia Hernandez）稱這可能是戈麦斯迄今爲止最成熟的歌曲。《纽约时报》的音樂評論家喬恩·帕雷萊斯表示凱戈的製作並不強勢，但可別被它含蓄的民謠吉他騙了，因為迎接聽眾的將是轟轟烈烈的舞池高潮。《IZM》的評論員鄭珉載（정민재）給予本作3.5／5顆星，它稱歌曲的樂器豐富和戈麦斯的獨特音色產生良好反應，這不喧賓奪主的製作能力堪比合作典範。Pitchfork則認為歌曲不如糟糕的骗子，認為凱戈沒能讓戈麦斯好好表現反而把她變成壁花。

## 商業表現
不會是我一發布，便空降挪威世道榜冠軍。歌曲蟬聯8週冠軍，累積在榜30周，是2017年度第3熱門單曲、年度亞軍電台熱單以及挪威本地年度冠軍單曲。不會是我以實體和串流等價銷售超過42萬獲頒國際唱片業協會挪威分會7白金認證。
在美國，歌曲憑藉首周下載1萬9千次、170萬串流點聽和折合1400萬電台聽眾數空降Hot 100第93名、Hot Dance/Electronic Songs第9名以及榜單殿軍。隔週，不會是我的名次上升至第12名，其下載量、串流點聽和全美電台聽眾數增長至6萬7千次、1550萬及1900萬。歌曲最終於5月來到最高位置第10名，累積售出48萬4千份單曲。它在年終榜排行第27，並以實體和串流等價銷售超過300萬獲得美國唱片業協會3白金唱片認證。
截至2020年，不會是我在Spotify上累積10次億串流點聽。

## 曲目列表
| 數位下載 | 數位下載    | 數位下載 |
| 曲序     | 曲目        | 时长     |
| -------- | ----------- | -------- |
| 1.       | It Ain't Me | 3:40     |

| 數位下載 | 數位下載                               | 數位下載 |
| 曲序     | 曲目                                   | 时长     |
| -------- | -------------------------------------- | -------- |
| 1.       | It Ain't Me（Tiësto's AFTR:HRS Remix） | 3:12     |

## 參與名單
來源：Qobuz
- 凱戈 – 聯合演出、作曲、主藝人、製作人
- 赛琳娜·戈麦斯 – 聯合演出、作曲、主藝人
- 安德魯·瓦特（英语：Andrew Watt (musician)） – 吉他、製作人、聲音製作
- 安德魯·沃特曼（英语：Andrew Watt (musician)） – 詞曲創作
- 布萊恩·李（英语：Brian Lee (songwriter)） – 詞曲創作
- 艾麗·坦波西（英语：Ali Tamposi） – 詞曲創作
- 湯姆·柯尼（英语：Tom Coyne (music engineer)） – 母帶工程
- 塞爾邦·加納（英语：Serban Ghenea） – 混音工程
- 班·賴斯（Ben Rice） – 混音工程
- 路易斯·貝爾 – 聲音製作

## 榜單表現
| 排行榜（2017年）                                  | 排名 |
| ------------------------------------------------- | ---- |
| 澳大利亚（澳大利亚唱片业协会單曲榜）              | 4    |
| 奧地利（Ö3四十強單曲榜）                          | 2    |
| 比利时佛兰德（Ultratop五十強單曲榜）              | 4    |
| 比利時瓦隆（Ultratop五十強單曲榜）                | 2    |
| 保加利亞（Prophon）                               | 10   |
| 加拿大（Canadian Hot 100）                        | 2    |
| 加拿大（《告示牌》CHR/Top 40）                    | 1    |
| 加拿大（《告示牌》Hot AC）                        | 2    |
| 獨立國協（Tophit電台榜）                          | 24   |
| 克羅埃西亞（克羅地亞廣播電視台）                  | 1    |
| 捷克（電台百大單曲榜）                            | 2    |
| 捷克（百強數位單曲榜）                            | 3    |
| 丹麥（Hitlisten）                                 | 2    |
| 厄瓜多（國家報告）                                | 7    |
| 歐洲（《告示牌》Euro Digital Song Sales）         | 5    |
| 芬蘭（芬蘭官方單曲榜）                            | 3    |
| 法國（法國唱片出版業公會單曲榜）                  | 6    |
| 德國（德國官方單曲榜）                            | 2    |
| 德國（德國官方舞曲榜）                            | 1    |
| 希臘（《告示牌》Greece Digital Song Sales）       | 4    |
| 匈牙利（四十強舞曲榜）                            | 35   |
| 匈牙利（四十強電台榜）                            | 2    |
| 匈牙利（四十強單曲榜）                            | 5    |
| 匈牙利（四十強串流榜）                            | 2    |
| 愛爾蘭（愛爾蘭唱片音樂協會单曲榜）                | 2    |
| 意大利（意大利音乐产业联盟）                      | 8    |
| 日本（Japan Hot 100）                             | 56   |
| 黎巴嫩（黎巴嫩官方二十强榜）                      | 1    |
| 盧森堡（《告示牌》Luxembourg Digital Song Sales） | 4    |
| 馬來西亞（馬來西亞唱片業協會）                    | 3    |
| 墨西哥（《告示牌》Mexico Airplay）                | 6    |
| 墨西哥（《告示牌》Mexico Ingles Airplay）         | 2    |
| 墨西哥（AMPROFON）                                | 10   |
| 荷蘭（荷蘭四十強單曲榜）                          | 2    |
| 荷蘭（Mega Top 50）                               | 3    |
| 荷蘭（百大單曲榜）                                | 3    |
| 新西兰（新西兰官方音乐榜）                        | 3    |
| 挪威（VG-lista單曲榜）                            | 1    |
| 菲律賓（Philippine Hot 100）                      | 27   |
| 波蘭（波蘭百強電台榜）                            | 5    |
| 葡萄牙（葡萄牙唱片業協會）                        | 4    |
| 俄羅斯（Tophit電台榜）                            | 24   |
| 蘇格蘭（官方榜单公司單曲榜）                      | 3    |
| 斯洛伐克（電台百大單曲榜）                        | 9    |
| 斯洛伐克（百強數位單曲榜）                        | 2    |
| 西班牙（西班牙音樂製作協會）                      | 8    |
| 瑞典（瑞典最熱榜）                                | 2    |
| 瑞士（瑞士热门音乐榜）                            | 6    |
| 英國（官方榜单公司單曲榜）                        | 7    |
| 英國（官方榜单公司舞曲榜）                        | 2    |
| 烏克蘭（Tophit電台榜）                            | 36   |
| 美國（Billboard Hot 100）                         | 10   |
| 美國（《告示牌》Adult Contemporary）              | 18   |
| 美國（《告示牌》Adult Pop Songs）                 | 6    |
| 美國（《告示牌》Hot Dance/Electronic Songs）      | 2    |
| 美國（《告示牌》Dance Club Songs）                | 7    |
| 美國（《告示牌》Pop Songs）                       | 2    |
| 美國（《告示牌》Rhythmic Songs）                  | 17   |

| 排行榜（2017年）                             | 排名 |
| -------------------------------------------- | ---- |
| 澳大利亚（澳大利亚唱片業協會單曲榜）         | 20   |
| 奧地利（Ö3四十強單曲榜）                     | 10   |
| 比利时佛兰德（Ultratop五十強單曲榜）         | 13   |
| 比利時瓦隆（Ultratop五十強單曲榜）           | 4    |
| 玻利維亞（拉美監控）                         | 54   |
| 加拿大（Canadian Hot 100）                   | 8    |
| 哥倫比亞（拉美監控）                         | 67   |
| 丹麥（Tracklisten）                          | 10   |
| 法國（法國唱片出版業公會）                   | 18   |
| 德國（德國官方榜單）                         | 13   |
| 匈牙利（四十強電台榜）                       | 10   |
| 匈牙利（四十強單曲榜）                       | 17   |
| 匈牙利（四十強串流榜）                       | 6    |
| 冰島（Plötutíðindi）                         | 14   |
| 以色列（媒体森林）                           | 32   |
| 意大利（意大利音乐产业联盟）                 | 26   |
| 荷蘭（荷蘭四十強單曲榜）                     | 3    |
| 荷蘭（百強單曲榜）                           | 6    |
| 新西兰（新西兰唱片音乐协会）                 | 20   |
| 挪威（VG-lista單曲榜）                       | 3    |
| 挪威（VG-lista電台榜）                       | 2    |
| 巴拿馬（拉美監控）                           | 80   |
| 巴拉圭（拉美監控）                           | 59   |
| 波蘭（波蘭音像製品協會）                     | 36   |
| 葡萄牙（葡萄牙唱片業協會）                   | 11   |
| 斯洛維尼亞（SloTop50）                       | 19   |
| 西班牙（西班牙音樂製作協會）                 | 31   |
| 瑞典（瑞典最熱榜）                           | 4    |
| 瑞士（瑞士熱門音樂榜）                       | 5    |
| 英國（官方榜單公司單曲榜）                   | 25   |
| 美國（Billboard Hot 100）                    | 27   |
| 美國（《告示牌》Adult Contemporary Songs）   | 44   |
| 美國（《告示牌》Adult Pop Songs）            | 17   |
| 美國（《告示牌》Hot Dance/Electronic Songs） | 4    |
| 美國（《告示牌》Pop Songs）                  | 5    |
| 排行榜（2018年）                             | 排名 |
| 匈牙利（四十強電台榜）                       | 7    |
| 美國（《告示牌》Hot Dance/Electronic Songs） | 20   |
| 排行榜（2019年）                             | 排名 |
| 匈牙利（四十強電台榜）                       | 42   |

| 排行榜（2010–2019年）                        | 排名 |
| -------------------------------------------- | ---- |
| 挪威（VG-lista單曲榜）                       | 10   |
| 美國（《告示牌》Hot Dance/Electronic Songs） | 25   |

## 銷量認證
| 國家或地區                                               | 認證    | 認證單位/銷量 |
| -------------------------------------------------------- | ------- | ------------- |
| 澳大利亚（澳大利亚唱片业协会）                           | 5× 白金 | 350,000‡      |
| 奧地利（國際唱片業協會奧地利分會）                       | 白金    | 30,000‡       |
| 比利時（比利時娛樂協會）                                 | 2× 白金 | 40,000‡       |
| 加拿大（加拿大音乐协会）                                 | 9× 白金 | 720,000‡      |
| 丹麥（國際唱片業協會丹麥分會）                           | 2× 白金 | 180,000‡      |
| 法國（法國唱片出版業公會）                               | 鑽石    | 233,333‡      |
| 義大利（意大利音乐产业联盟）                             | 3× 白金 | 150,000‡      |
| 紐西蘭（新西兰唱片音乐协会）                             | 白金    | 30,000*       |
| 挪威（國際唱片業協會挪威分會）                           | 7× 白金 | 420,000‡      |
| 波蘭（波蘭音像製造商協會）                               | 3× 白金 | 60,000‡       |
| 葡萄牙（葡萄牙唱片業協會）                               | 白金    | 10,000‡       |
| 西班牙（西班牙音樂製作協會）                             | 2× 白金 | 80,000‡       |
| 瑞典（瑞典唱片業協會）                                   | 7× 白金 | 56,000,000†   |
| 瑞士（國際唱片業協會瑞士分會）                           | 3× 白金 | 60,000‡       |
| 英國（英国唱片业协会）                                   | 2× 白金 | 1,200,000‡    |
| 美國（美國唱片業協會）                                   | 3× 白金 | 3,000,000‡    |
| - ‡僅含認證的串流媒體+實際銷量 - †僅含認證的串流媒體銷量 |         |               |